# 大明一統志
『大明一統志』（だいみんいっとうし）は、明の勅撰の地理書。天順5年（1461年）に完成した。全90巻。

## 成立
北宋の『太平寰宇記』以来、中国では統一王朝が成立するたびに地理書が編纂されるのが通例になった。元の時代には巨大な『大元大一統志』1300巻が編纂されたが、現在はわずかな残巻と引用のみが残る。明では『大明一統志』、清では『大清一統志』が編纂されている。
明では洪武帝・永楽帝以来、各地の地方志を編纂させ、天順年間までにその数は257種にのぼった。これらを基礎として総合的な地理書が編纂された。
洪武帝のときに『大明志書』を編纂したらしいが伝わらない。永楽帝の時代にも地方志をもとに全国的な地理書を編纂させたが、未完に終わった。
景泰帝は地理書の編纂を行わせ、景泰7年（1456年）に『寰宇通志』119巻が完成した。その翌年、奪門の変で帝位を奪った英宗は、李賢らに命じて『寰宇通志』を改訂させ、天順5年（1461年）に完成して『大明一統志』と名づけられた。

## 構成
『大明一統志』ではまず「大明一統之図」という地図を載せる。巻1から巻88までは全国を直隷（京師・南京）と13の布政使司（山西・山東・河南・陝西・浙江・江西・湖広・四川・福建・広東・広西・雲南・貴州）に分ける。それぞれの布政使司についてまず全体の地図を載せる。ついで、それらに属する府（および州など）ごとに記述している。各府の里程、建置沿革、所属する県の一覧、郡名を記し、形勝・風俗・山川・土産・公署・学校・書院・宮室・関梁・寺観・祠廟・陵墓・古蹟・名宦・流寓・人物・列女に分類して説明を行っている。
最終2巻は外夷（朝鮮国・女直・日本国・琉球国ほか）に当てているが、説明は沿革・風俗・山川・土産のみで簡単になっている。

## 影響
朝鮮では15世紀から、さかんに地誌が編纂された。『大明一統志』の影響を受けた全国地誌『東国輿地勝覧』50巻が1481年に編纂され、数回の改訂を経て1530年には『新増東国輿地勝覧』が完成した。これを踏襲して各郡県で「邑誌」が編纂された。
江戸時代の日本にも強い影響を与え、『芸備国郡志』・『雍州府志』・『会津風土記』・『五畿内志』などの地方志が『大明一統志』にならって編纂された。明治初年の『大日本国誌』安房も『大明一統志』『大清一統志』式の地誌であった。
江戸時代に和刻本が出版されている。

## 批判
顧炎武『日知録』では『大明一統志』に誤りが多い（舛謬特甚）と批判し、多くの誤りを列挙している。